# La felicità è un sistema complesso
La felicità è un sistema complesso è un film commedia del 2015 diretto da Gianni Zanasi.
La pellicola è uscita in Italia il 26 novembre 2015.

## Trama
Enrico Giusti, come occupazione lavorativa, convince imprenditori e giovani ereditieri di complessi industriali disinteressati alle sorti dell'azienda che dirigono, persuadendoli a vendere ad altri per evitare il fallimento e per ridurre al minimo le perdite e i licenziamenti. Questo almeno quello che crede lui perché i suoi datori di lavoro, Carlo Bernini e suo padre, sembrano in realtà interessati a monetizzare sulle transazioni finanziarie nei passaggi di proprietà delle aziende. 
In particolare due incontri casuali, il primo con Achinoam, l'ex ragazza del fratello, una giovane israeliana che tenta il suicidio lasciata a casa sua dal fratello che non riesce a dirle la verità e, successivamente con due adolescenti (Filippo di 18 anni e Camilla di 13 anni) unici eredi del patrimonio di famiglia insieme al loro zio Umberto, rimasti orfani dei genitori in un incidente stradale in un lago che operavano come imprenditori di un gruppo multinazionale con migliaia di dipendenti, gli faranno ripensare al suo ruolo e daranno una svolta alla sua vita.

## Produzione
Le riprese del film si sono svolte in Trentino, tra Trento e Riva del Garda e la Valsugana.
Alcune scene sono girate in Toscana, a Monsummano Terme, presso lo stabilimento termale Grotta Giusti.

## Distribuzione
Il film è stato distribuito nelle sale cinematografiche italiane a partire da giovedì 26 novembre 2015 dopo un'anteprima al 33° Torino Film Festival.

## Riconoscimenti
- 2016 - David di Donatello
  - Candidatura a Migliore attore non protagonista a Giuseppe Battiston
  - Candidatura a Migliore canzone originale (Torta di noi) a Niccolò Contessa
- 2016 - Ciak d'oro
  - Candidatura a Migliore attore non protagonista a Giuseppe Battiston